# Yodotironina desyodasa
Las yodotironina desyodasas son una subfamilia de enzimas desyodasas importantes en la activación y desactivación de las hormonas tiroideas. La tiroxina (T4), el precursor de la 3,5,3'-triyodotironina (T3) se transforma en T3 mediante la actividad deyodasa. T3, al unirse a un receptor nuclear de la hormona tiroidea, influye en la expresión de genes en prácticamente todas las células de los vertebrados. Las yodotironina desyodasas son inusuales porque estas enzimas contienen selenio, en la forma de un aminoácido selenocisteína que de otro modo sería poco común.
Estas enzimas no deben confundirse con las yodotirosina desyodasas que también son desyodasas, pero no son miembros de la familia de las yodotironinas. Las yodotirosina desyodinasas (a diferencia de las yodotironina desyodinasas) no usan selenocisteína ni selenio. Las enzimas de yodotirosina actúan sobre moléculas de residuo de tirosina único yodado para eliminar el yodo, y no utilizan como sustratos las moléculas de residuo de tirosina doble de las diversas yodotironinas.

## Función
La deiodinasa 1 activa T4 para producir T3 e inactiva T4. Además de su función aumentada en la producción de T3 extratiroidea en pacientes con hipertiroidismo, su función es menos conocida que D2 o D3. La desiodinasa 2, ubicada en la membrana del RE, convierte la T4 en T3 y es una fuente importante de la reserva citoplasmática de T3. La deiodinasa 3 previene la activación de T4 e inactiva la T3. D2 y D3 son importantes en la regulación homeostática para mantener los niveles de T3 en el plasma y los niveles celulares. En el hipertiroidismo, D2 se regula a la baja y D3 se regula al alza para eliminar la T3 adicional, mientras que en el hipotiroidismo D2 se regula al alza y D3 se regula a la baja para aumentar los niveles de T3 citoplasmático.
Los niveles séricos de T3 permanecen bastante constantes en individuos sanos, pero D2 y D3 pueden regular los niveles intracelulares específicos de tejido de T3 para mantener la homeostasis, ya que los niveles de T3 y T4 pueden variar según el órgano. Las deiodinasas también proporcionan un control del desarrollo espacial y temporal de los niveles de hormona tiroidea. Los niveles de D3 son más altos al principio del desarrollo y disminuyen con el tiempo, mientras que los niveles de D2 son altos en momentos de cambios metamórficos importantes en los tejidos. Por tanto, D2 permite la producción de suficiente T3 en los puntos de tiempo necesarios, mientras que D3 puede proteger al tejido de la sobreexposición a T3.
Además, las yodotironina desyodinasas (tipo 2 y 3; DIO2 y DIO3, respectivamente) responden a los cambios estacionales en la secreción de melatonina impulsada por el fotoperíodo y gobiernan el catabolismo perihipotalámico de la prohormona tiroxina (T4). En los largos días de verano, la producción de T3 hipotalámica aumenta debido a la conversión de T4 mediada por DIO-2 en la hormona biológicamente activa. Este proceso permite activar las vías neuroendocrinas anabólicas que mantienen la capacidad reproductiva y aumentan el peso corporal. Sin embargo, durante la adaptación a fotoperiodos inhibidores de la reproducción, los niveles de T3 disminuyen debido a la expresión de DIO3 peri-hipotalámica que cataboliza T4 y T3 en aminas inactivas del receptor.
La desyodasa 2 también juega un papel importante en la termogénesis en el tejido adiposo pardo (BAT). En respuesta a la estimulación simpática, la disminución de la temperatura o la sobrealimentación de BAT, el D2 aumenta la oxidación de los ácidos grasos y desacopla la fosforilación oxidativa a través de la proteína desacoplante, lo que provoca la producción de calor mitocondrial. D2 aumenta durante el estrés por frío en BAT y aumenta los niveles de T3 intracelular. En los modelos deficientes en D2, los escalofríos son una adaptación conductual al frío. Sin embargo, la producción de calor es mucho menos eficiente que desacoplar la oxidación de lípidos.

## Activación e inactivación
En los tejidos, las desyodasas pueden activar o desactivar las hormonas tiroideas:
- La activación se produce por conversión de la prohormona tiroxina (T4) en la hormona activa triyodotironina (T3) mediante la eliminación de un átomo de yodo en el anillo exterior.
- La inactivación de las hormonas tiroideas se produce mediante la eliminación de un átomo de yodo en el anillo interno, que convierte la tiroxina en la triyodotironina inversa inactiva (rT3), o que convierte la triyodotironina activa en diyodotironina (T2).
- La mayor parte de la desyodación de tiroxina ocurre dentro de las células.
- La actividad de la deionidasa 2 puede regularse por ubiquitinación
- La unión covalente de ubiquitina inactiva D2 al interrumpir la dimerización y la dirige a la degradación en el proteosoma.
- La desubiquitinación que elimina la ubiquitina de D2 restaura su actividad y previene la degradación proteosomal.
- La cascada Hedgehog actúa para aumentar la ubiquitinación de D2 a través de la actividad de WSB1, disminuyendo la actividad de D2.
- El D-propranolol inhibe la tiroxina desyodasa, por lo que bloquea la conversión de T4 en T3, lo que proporciona un efecto terapéutico, aunque mínimo.

## Reacciones
|  |  |  |

## Estructura
Las tres enzimas desyodasas comparten ciertas características estructurales en común, aunque su identidad de secuencia es inferior al 50%. Cada enzima pesa entre 29 y 33 kDa. Las desyodinasas son proteínas de membrana integrales diméricas con segmentos transmembrana únicos y cabezas globulares grandes (ver más abajo). Comparten un pliegue TRX que contiene el sitio activo que incluye el aminoácido selenocisteína raro y dos residuos de histidina. La selenocisteína está codificada por un codón UGA, que generalmente significa la terminación de un péptido a través de un codón de terminación. En experimentos de mutación puntual con Deiodinasa 1, el cambio de UGA al codón de parada TAA resultó en una pérdida completa de la función, mientras que el cambio de UGA a cisteína (TGT) hizo que la enzima operara a alrededor del 10% de eficiencia normal. Para que UGA se lea como un aminoácido selenocisteína en lugar de un codón de terminación, es necesario que una secuencia de bucle de tallo aguas abajo, la secuencia de inserción de selenocisteína (SECIS), esté presente para unirse con la proteína de unión SECIS-2 (SBP-2 ), que se une con el factor de alargamiento EFseg. La traducción de selenocisteína no es eficaz, aunque es importante para el funcionamiento de la enzima. La desyodasa 2 se localiza en la membrana del RE, mientras que las desyodasas 1 y 3 se encuentran en la membrana plasmática. Los dominios catalíticos relacionados de las desyodasas 1-3 presentan un pliegue de peroxirredoxina relacionado con la tiorredoxina. Las enzimas catalizan una eliminación reductora de yodo, oxidándose así de forma similar a Prx, seguida de un reciclaje reductor de la enzima.
Los ámbitos catalíticos relacionados de Deiodinases 1-3 característica un thioredoxine-relacionado peroxiredoxin pliegue. Las enzimas catalyze un reductive eliminación de yodo, así oxidizing ellos similar a Prx, seguido por un reductive reciclaje de la enzima.

## Estudios de la enfermedad
En la miocardiopatía, el corazón revierte a una programación genética fetal debido a la sobrecarga del corazón. Al igual que durante el desarrollo fetal, los niveles de hormona tiroidea son bajos en el tejido cardíaco sobrecargado en un estado hipotiroideo local, con niveles bajos de desyodasa 1 y desyodasa 2. Aunque los niveles de desyodasa 3 en un corazón normal son generalmente bajos, en la miocardiopatía la actividad de la desyodasa 3 está aumentada para disminuir la rotación de energía y el consumo de oxígeno.
El hipotiroidismo es una enfermedad diagnosticada por niveles disminuidos de tiroxina sérica (T4). La presentación en adultos conduce a una disminución del metabolismo, aumento de peso y complicaciones neuropsiquiátricas. Durante el desarrollo, el hipotiroidismo se considera más severo y conduce a neurotoxicidad como cretinismo u otros trastornos cognitivos humanos, metabolismo alterado y órganos subdesarrollados. La exposición a medicamentos y al medio ambiente puede provocar hipotiroidismo con cambios en la actividad de la enzima desyodasa. El fármaco ácido iopanoico (PIO) disminuyó la proliferación de células cutáneas mediante la inhibición de la enzima desyodasa tipo 1 o 2 reduciendo la conversión de T4 en T3. El químico ambiental DE-71, un retardante de llama bromado con PBDE pentaBDE disminuyó la transcripción de la desyodasa I hepática y la actividad enzimática en ratas recién nacidas con hipotiroidismo.